# 트라시메데스
트라시메데스(Θρασυμήδης)는 그리스 신화에서 네스토르와 에우리디케의 아들이다. 그는 아버지와 형인 안틸로코스와 함께 트로이 전쟁에서 필로스군을 이끌고 참가하였다. 
그는 그리스 진영의 젊고 유능한 장수중 하나였다. 그는 전투기간 중 열심히 싸웠고 특히 그리스 군의 방벽을 만드는 데 일조했다. 디오메데스와 오디세우스가 트로이 진영으로 가서 정탐을 하러 떠날 때 트라시메데스는 자신의 무장과 칼을 그들에게 주었다. 형인 안틸로코스가 멤논의 손에 죽었을 때 그와 네스토르는 안틸로코스의 시체를 빼앗기지 않으려고 싸웠으나 멤논의 힘에 눌려 밀렸다. 트라시메데스는 트로이 목마에 들어갔던 40명의 그리스 용사들 중 한 명이었다. 그는 아버지와 함께 전쟁에서 살아남아 무사히 고향 필로스로 돌아왔다.
트라시메데스는 호메로스의 《오디세이아》에서 오디세우스의 아들 텔레마코스가 아버지의 행방을 찾아 필로스로 찾아왔을 때 그를 맞이하는 장면에도 등장한다.

## 같이 보기
- 비블리오테케
- 가이우스 율리우스 히기누스
- 호메로스